# Wolfgang Frank
Pour les articles homonymes, voir Frank.
Wolfgang Frank, né le 21 février 1951 à Reichenbach an der Fils et mort le 7 septembre 2013 à Mayence, est un footballeur allemand reconverti entraîneur.
Il évolue au poste d'attaquant.

## Comme joueur
Wolfgang Frank a évolué au poste d'attaquant. Il a joué 215 matches de Bundesliga, inscrivant 89 buts.

## Comme entraîneur
Lors de la saison 2011-12, il prend les rênes de l'équipe de l'AS Eupen, qui vient de redescendre en D2 belge. En 41 rencontres, il remporte 22 matches, et qualifie l'équipe pour le tour final, remporté par Waasland-Beveren. En Coupe de Belgique, l'AS Eupen est éliminé d'entrée après une défaite à Lokeren (3-0). Très apprécié des supporters eupenois, Frank n'est pourtant pas prolongé à la fin de la saison, le club ayant été repris par Aspire, qui lui préfère Bartolome Marquez.

## Vie privée
Wolfgang Frank est le père de Benjamin Frank et Sebastian Frank, recruteurs pour des équipes professionnelles.
En mai 2013, la presse annonce que l'entraîneur est atteint d'une tumeur au cerveau, et suit une chimiothérapie. Il en décède quelques mois plus tard, dans sa ville de Mayence.

## Reconnaissance et héritage
Lors de la remise de son prix de Coach de l'année FIFA en 2019, Jürgen Klopp a salué Frank comme étant une influence majeure pour des milliers de joueurs à travers le monde, et a rendu hommage à celui qu'il considère comme son mentor. En 2021, Ralf Rangnick nie le fait qu'il soit le mentor de Klopp et dit que c'est plutôt Wolfgang Frank.